# Sluneční sonda

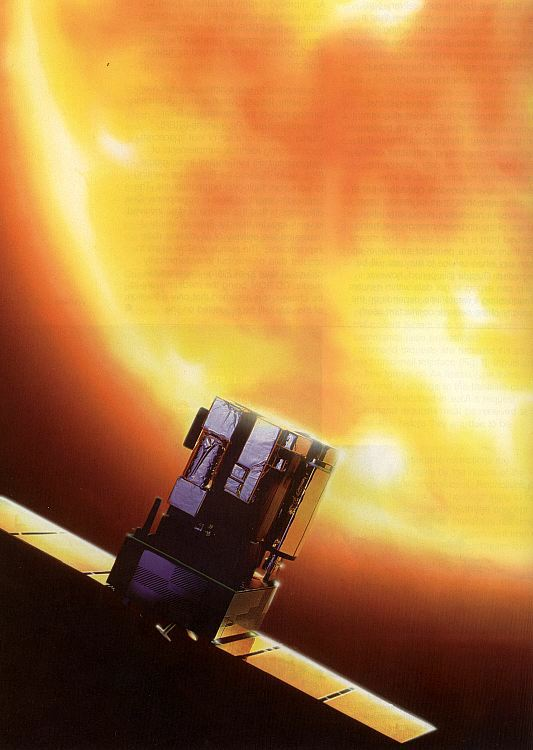
Sonda SOHO sledující slunce, představa umělce.

Sluneční sonda, též zvaná solární sonda je kosmická sonda, vypuštěná mimo sféru gravitačního vlivu Země s cílem studia Slunce a jeho vlivu na meziplanetární prostředí. 

## Obvyklé vybavení
Za tím účelem jsou tyto sondy vybavovány vědeckými přístroji, mezi něž patří zejména:
- analyzátory plazmatu pro analýzu složek slunečního větru a stanovení jeho rychlosti;
- magnetometry pro měření slunečního magnetického pole a pole, spojeného se slunečním větrem;
- fotometry pro měření intenzity slunečního záření v různých spektrálních pásmech;
- spektrometry a spektrofotometry pro studium chemického složení slunečního povrchu;
- koronografy pro pozorování sluneční koróny;
- aj.

## Druhy sond
Z hlediska drah využívaných pro sluneční sondy je můžeme rozdělit do tři základních skupin:
- ekliptikální sluneční sondy, pohybující se v blízkosti roviny ekliptiky po výstředných (excentrických) drahách uvnitř dráhy Země s perihelem co nejblíže ke Slunci;
- polární sluneční sondy, pohybující se po drahách s vysokým sklonem (blížícím se 90°) k rovině ekliptiky, určené pro výzkum polárních oblastí Slunce;
- sluneční sondy umístěné v libračním centru L1 soustavy Slunce-Země, nacházejícím se na spojnici těchto těles ve vzdálenosti přibližně 1,5 mil. km od Země směrem ke Slunci.

Do mimořádné blízkosti ke Slunci se dostaly v minulosti též planetární sondy Mariner 10 a MESSENGER určené pro výzkum planety Merkur. Tyto sondy však nebyly specificky vybaveny pro důkladnější průzkum Slunce a proto zde nejsou v tabulkách zahrnuty.
Sonda ISEE-3 byla po splnění úkolů v libračním centru 20. června 1982 vyvedena z tohoto bodu a zaměřena ke dvěma kometám (viz tabulka); současně s tím byla přejmenována na ICE.
Kromě slunečních sond zkoumala Slunce z oběžných drah kolem Země celá řada slunečních družicových observatoří.

## Přehled dosud vypuštěných slunečních sond
Poznámky
1. V seznamu jsou uvedeny všechny známé pokusy o vypuštění slunečních sond do 1. června 2005.
2. Ve sloupci „COSPAR“ je uvedeno mezinárodní označení umělého kosmického tělesa, pokud se dostalo alespoň na oběžnou dráhu kolem Země.
3. Pokud byl cílem letu i jiný objekt než Slunce (např. planeta), jsou tyto objekty uvedeny v závorce.
4. Ve sloupci „Výsledek“ je kódem vyjádřena dosažená míra realizace plánovaných cílů: C - cíle mise byly splněny jen částečně; U - všechny, nebo alespoň hlavní cíle mise byly splněny.

### Ekliptikální sluneční sondy
| COSPAR    | Název    | Datum startu      | Kosmodrom          | Nosná raketa     | Cíl letu | Výsledek |
| --------- | -------- | ----------------- | ------------------ | ---------------- | -------- | -------- |
| 1974-097A | Helios 1 | 10. prosince 1974 | Eastern Test Range | Titan 3E Centaur | Slunce   | U        |
| 1976-003A | Helios 2 | 15. ledna 1976    | Eastern Test Range | Titan 3E Centaur | Slunce   | U        |
| 2006-047A | STEREO A | 26. října 2006    | Eastern Test Range | Delta 7925       | Slunce   | U        |
| 2006-047B | STEREO B | 26. října 2006    | Eastern Test Range | Delta 7925       | Slunce   | U        |

### Polární sluneční sondy
| COSPAR    | Název   | Datum startu  | Kosmodrom          | Nosná raketa         | Cíl letu          | Výsledek |
| --------- | ------- | ------------- | ------------------ | -------------------- | ----------------- | -------- |
| 1990-090B | Ulysses | 6. října 1990 | Eastern Test Range | raketoplán Discovery | (Jupiter), Slunce | U        |

### Sluneční sondy v libračním centru L1 Slunce-Země
| COSPAR    | Název   | Datum startu      | Kosmodrom          | Nosná raketa | Cíl letu                                  | Výsledek |
| --------- | ------- | ----------------- | ------------------ | ------------ | ----------------------------------------- | -------- |
| 1978-079A | ISEE-3  | 12. srpna 1978    | Eastern Test Range | Delta II     | Slunce, (21P/Gicobini-Zinner), (1P/Haley) | U        |
| 1994-071A | Wind    | 1. listopadu 1994 | Eastern Test Range | Delta II     | Slunce                                    | U        |
| 1995-065A | SOHO    | 2. prosince 1995  | Eastern Test Range | Atlas 2AS    | Slunce                                    | U        |
| 1997-045A | ACE     | 25. srpna 1997    | Eastern Test Range | Delta 7920-8 | Slunce                                    | U        |
| 2001-034A | Genesis | 8. srpna 2001     | Eastern Test Range | Delta 7326   | Slunce                                    | C        |